# Necrofilie

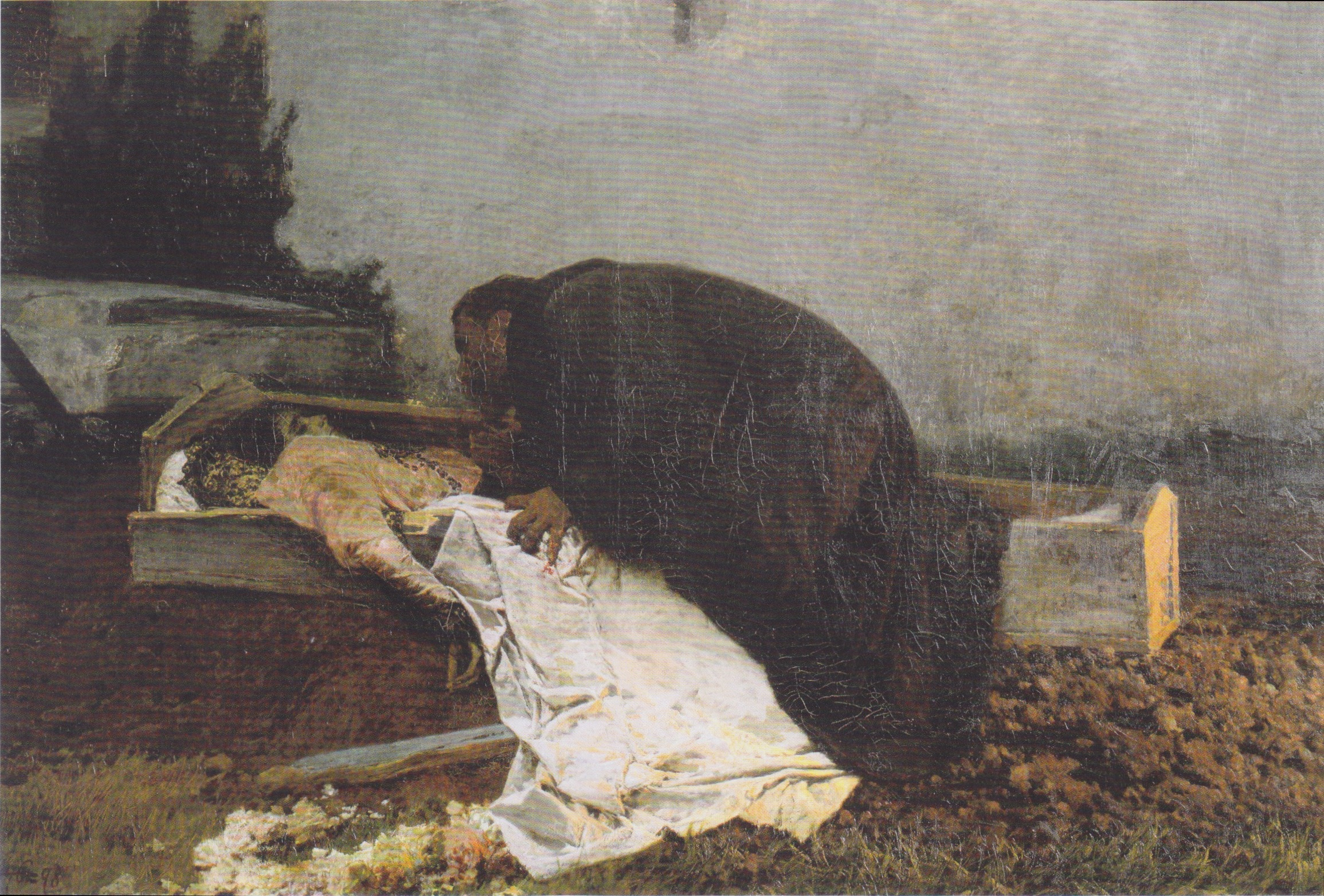
Hatred - pictură de Pietro Pajetta

Necrofilia este o parafilie în care excitarea sexuală este produsă de corpurile persoanelor moarte.
Necrofilia constă în obținerea plăcerii sexuale prin contactul (chiar acte sexuale) cu cadavrele. De regulă, necrofilii găsesc cadavrele la morgă sau în cimitire și capele, dar uneori necrofilii comit crime cu scopul de a obține cadavre cu care să poată avea acte sexuale.
Această perversiune sexuală, remarcată la unele persoane dezechilibrate psihic, face ca satisfacția sexuală care se obține pe un cadavru să fie frecvent stimulată prin rituri funerare, caz în care poartă denumirea de necrosadism sau vampirism.
Necrofilia este o tulburare psihotică cu prognostic prost de tratament, dar din fericire, există foarte puține cazuri de necrofilie.